# 地山の掘削及び土止め支保工作業主任者技能講習
地山の掘削及び土止め支保工作業主任者（じやまのくっさくおよびどどめしほうこうさぎょうしゅにんしゃ）は、労働安全衛生法に規定される作業主任者（国家資格）である地山の掘削作業主任者と土止め支保工作業主任者の一方又は両方に選任される資格を得るための技能講習である。

## 概要
掘削面の高さが2メートル以上になる地山の掘削作業を行う時に、器具・工具の点検、作業方法の決定、現場の指揮や土止め支保工の切りばり又は腹おこしの取付け又は取りはずしの作業において労働安全衛生上の労働者の衛生の確保にも配慮する。

## 受講資格
満18歳以上で地山の掘削の作業又は土止め支保工の切りばり若しくは腹おこしの取付け若しくは取りはずしに関する作業に3年以上従事した経験を有する者、学校教育法による大学、高等専門学校、高等学校又は中等教育学校において土木、建築又は農業土木に関する学科を専攻して卒業した者で、その後2年以上地山の掘削の作業又は土止め支保工の切りばり若しくは腹おこしの取付け若しくは取りはずしに関する作業に従事した経験を有する者。

## 技能講習
- 制度改正により2006年4月1日から統合新設された。地山の掘削作業主任者、土止め支保工作業主任者のいずれにも選任されることが可能。
- 2006年3月31日までの旧制度下において、統合前の地山の掘削作業主任者技能講習、または土止め支保工作業主任者技能講習の片方しか修了していない者は、新制度下においても当該片方の作業主任者への就任しか認められない（もう片方の資格を得るには新制度下の差分講習を修了する必要がある。）。

### 講習科目
1. 作業の方法に関する知識（10時間30分）
2. 工事用設備、機械、器具、作業環境等に関する知識（3時間30分）
3. 作業者に対する教育等に関する知識（1時間30分）
4. 関係法令（1時間30分）
5. 修了試験